# Lispe fuscipalpis
Lispe fuscipalpis este o specie de muște din genul Lispe, familia Muscidae, descrisă de Malloch în anul 1929. Conform Catalogue of Life specia Lispe fuscipalpis nu are subspecii cunoscute.